# Federación angoleña de baloncesto
La FAB (por sus siglas en portugués "Federaçao Angolana de Basquetebol") es el organismo que rige las competiciones de clubes y la Selección nacional de Angola. Pertenece a la asociación continental FIBA África.

## Registros
- 45 Clubes Registrados.
- 1836 Jugadoras Autorizadas
- 1962 Jugadores Autorizados
- 3798 Jugadores NoAutorizados

## Clubes de Primera División (Masculino)
- Athletico Petróleos de Luanda
- Atlético Sport Aviaçao
- Casa Pessoal do Porto do Lobito
- Clube Amigos do Basquetebol de Benguela
- Clube Desportivo 1° de Agosto
- Futebol Clube de Cabinda
- Futebol Clube Vila Clotilde
- Grupo Despotivo da Nocal
- Inter Clube de Luanda
- Sporting Clube de Cabinda
- Sporting Clube de Luanda

## Clubes de Primera División (Femenino)
- Atlético Sport Aviaçao
- Casa Pessoal do Porto do Lobito
- Clube Amigos do Basquetebol de Benguela
- Clube Desportivo 1° de Agosto
- Futebol Clube Vila Clotilde
- Grupo Desportivo da Nocal
- Grupo Despotivo o Maculusso
- Inter Clube de Luanda